# Mumetall

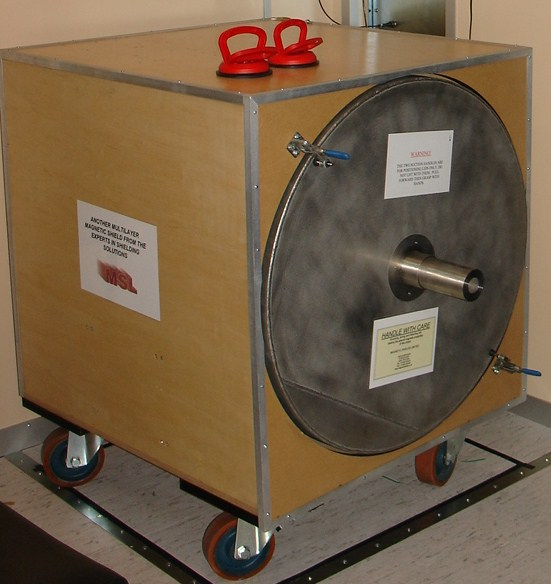
Una caixa construïda amb mumetall de cinc capes redueix el camp magnètic terrestre unes 5000 vegades

Mumetall és el nom comercial d'un aliatge magnètic, de la família dels ferroníquels, que està compost per un 74% de níquel, Ni, 21% de ferro, Fe, 5% de coure, Cu i 1,5% de crom, Cr. La seva permeabilitat magnètica relativa és al voltant de 90 000. S'ha emprat per a la fabricació de cables telegràfics submarins.